# Lina Morgenstern
Lina Morgenstern (née Bauer le 25 novembre 1830 à Breslau - morte le 16 décembre 1909 à Berlin) est une femme de lettres et une militante pacifiste et féministe juive-allemande.

## Biographie
De confession juive, Lina Morgenstern s'engage rapidement pour l'éducation des enfants puis dans la cause féministe et développe des initiatives sociales comme la soupe populaire. En 1896, elle organise le Internationaler Kongress für Frauenwerke und Frauenbestrebungen à l'hôtel de ville de Berlin. Elle entre au comité directeur de la Deutsche Friedensgesellschaft en 1897.

## Œuvre (en allemand)
- Bienenkätchen, Breslau 1859
- Die Storchenstraße. Hundert Geschichten aus der Kinderwelt, Breslau 1861
- Das Paradies der Kindheit durch Spiel, Gesang und Beschäftigung, Leipzig 1861
- Der Ball. Erste Spielgabe  der fröbelschen Beschäftigungsmittel für die Kindheit, in: Die Erziehung der Gegenwart 1861/H. 18, 149-151
- Die Mutter und das Kind, das wichtigste Verhältnis für die rechte Erziehung, in: Kindergarten 1861/H. 2, S. 69-75
- Zur Geschichte der Kindergärten, in: Die Erziehung der Gegenwart 1862/H. 1, S. 7
- Das Fröbelfest in Berlin, in: Kindergarten 1865/H. 2 78-80

- Die Zeichenschule nach Fr. Fröbels Grundsätzen bearbeitet, Berlin 1866
- Der Kindergarten und die Schule und in welcher Weise ist die organische Verbindung zwischen beiden herzustellen?, Leipzig 1874
- Aus Fröbel's Leben und Wirken, Leipzig 1874
- Friedrich Fröbel. Festschrift zur 100jährigen Geburtstag